# Mi fortuna es amarte
Mi fortuna es amarte es una telenovela mexicana producida por Nicandro Díaz González para TelevisaUnivision, entre 2021 y 2022. La telenovela es una versión de la historia colombiana La quiero a morir de Luis Felipe Salamanca, siendo adaptada por Juan Carlos Alcalá. Se estrenó por Las Estrellas el 8 de noviembre de 2021 en sustitución de Vencer el pasado y  finalizó el 13 de marzo de 2022 siendo reemplazado por El último rey.
Esta protagonizada por Susana González y David Zepeda, junto con Chantal Andere, Sergio Sendel, Lisset, Michelle González, Omar Fierro y Denia Agalianou en los roles antagónicos.

## Trama
Mi fortuna es amarte cuenta la historia de Natalia (Susana González) y Chente (David Zepeda), quienes ambos sufren diferentes situaciones que les cambia la vida al instante. Natalia viene de una posición social alta, sin embargo, lo pierde todo cuando Adrián (Sergio Sendel), su esposo, la deja por la que era «su mejor amiga» tras 20 años de matrimonio, además, la deja en la calle y sin dinero. Vicente, de una clase socioeconómico diferente a la de Natalia, cae en manos de un fraude financiero que también lo deja en una situación económica muy complicada, adicionando la reciente perdida de Lucía (Adriana Fonseca), su esposa, a manos de un asalto al banco en la que ella se encontraba. Para Natalia y Chente no les queda de más que vivir bajo el mismo techo, con lo cual, al conocerse la relación pasará por un montón de altos y bajos de emociones cuando estos tratarán de resolver sus situaciones personales.

## Reparto
Una lista del reparto confirmado se publicó el 26 de agosto de 2021, a través de la página de la sala de prensa de Televisa.

### Principales
- Susana González como Natalia Robles García
- David Zepeda como Vicente «Chente» Ramírez Pérez
- Sergio Sendel como Adrián Cantú Garza[10]
- Chantal Andere como Constanza Robles García[11]
- Omar Fierro como Elías Haddad Nassar
- Luis Felipe Tovar como Gustavo «Tavo» Martínez Sánchez
- Carlos de la Mota como Mario Rivas Acosta[11]
- Michelle González como Olga Pascual Chávez
- Ana Bertha Espín como Teresa García Jiménez
- Lisset como Samia Karam Mansour
- Luz Elena González como Soledad «Chole» Pascual Gama
- Michelle Vieth como Fernanda Diez Acuña
- Dayren Chávez como Valentina Cruz López
- Ricardo Silva como Claudio Sevilla León
- Eduardo Liñán como Carlos Zuno
- Ximena Córdoba como Tania Rivas Acosta
- Denia Agalianou como Verónica Alanís Gómez
- Marcos Montero como William Montero
- Ricardo Franco como Félix Núñez
- Said P como Néstor «Sinba» Peña
- Carlos Mosmo como Donovan
- Fernanda Urdapilleta como Andrea Cantú Robles
- Rodrigo Brand como Omar Haddad Karam
- Ramsés Alemán como Juan Gabriel «Juanga» Ramírez Pérez
- Daniela Martínez como Regina Cantú Robles
- Andrés Vázquez como José José «Pepe Pepe» Ramírez Pérez
- André Sebastián González como Benjamín Ramírez Nieto
- Carmen Salinas como Margarita «Magos» Domínguez Negrete (eps. 1–45)
- María Rojo como Margarita «Magos» Domínguez Negrete (eps. 46–92)[12]

### Recurrentes e invitados especiales
- Adriana Fonseca como Lucía Nieto Paz[13][14]
- Archie Lafranco como Pedro
- María Prado como Juana «Juanita»[15]
- Roberto Tello como Benito
- José Luis Duval como el Licenciado Ortiz
- Lorena San Martín como Patricia de la Garza
- Hans Gaitán como Mauricio
- Valeria Santaella como Kimberly
- Yekaterina Kiev como Helena
- Mónica Pont como la Dra. María Campuzano
- Diana Golden como Macorina
- Alfredo Alfonso como Fabián
- Luis Arturo como Lorenzo
- Marco Muñoz como Julián Reus
- Marco Uriel como el Chef Téllez
- René Casados como Heliodoro Flores
- Bea Ranero como Sandra Arellano
- Juan Vidal como Marco Saldívar
- Sandra Montoya como Agente federal
- Carlos Miguel como Luis Galindo
- Yuri como Ella misma[16]
- La Sonora Santanera como Ellos mismos[16]

## Episodios
| N.º | Título                                   | Fecha de emisión original | Audiencia (millones) |
| --- | ---------------------------------------- | ------------------------- | -------------------- |
| 1 | «Un matrimonio de mentiras»              | 8 de noviembre de 2021    | 3.7                  |
| Chente, es un hombre feliz de estar al lado de Lucía, su esposa y con su pequeño hijo Benjamín, quien esta de festejo por su cumpleaños. Natalia, una mujer que se siente plena al lado de sus hijas y de su esposo Adrián. Lucía, al intentar rescatar a su hijo recibe un balazo en el banco tras ser asaltado, siendo gravemente herida. Lucía se despide de su querido Chente en el hospital, con un último beso de amor. Natalia celebra su aniversario de casada con Adrián, pero él la abandona para irse con su amante Verónica, la mejor amiga de Natalia. - Nota: Este episodio se preestrenó el 5 de noviembre de 2021 a través de la página oficial y la cuenta en Youtube de Las Estrellas. |                                          |                           |                      |
| 2 | «Ni una lágrima más»                     | 9 de noviembre de 2021    | 3.9                  |
| Todos en el barrio despiden a Lucía, Chente junto con Benjamín, están inconsolables tras la muerte de su amada chaparrita y madre. Los fraudes de Adrián en la financiera dan pie a que Natalia conozca a Chente y pide hablar con ella para resolver la situación de su casa, ya que está dispuesto a defender su casa a como dé lugar. Al ver cómo su vida se desmorona luego de la traición de Adrián, Natalia decide no dejarse caer. Vicente no sabe cómo sobreponerse a la muerte de Lucía y salir adelante con su hijo. |                                          |                           |                      |
| 3 | «Un lugar donde vivir»                   | 10 de noviembre de 2021   | 3.9                  |
| Olga insiste en conquistar a Chente ahora que es viudo, pero Benjamín comienza a tratarla mal, pues no la soporta. Valentina llega a pedir una oportunidad al taller mecánico y deja a todos sorprendidos cuando arregla a la perfección un carro. Adrián comienza a tener problemas con Verónica. Constanza no permite que se quede Natalia con sus hijas en su casa. Olga continua acercándose a Chente y Natalia sufre al ser desalojada. |                                          |                           |                      |
| 4 | «Somos uno»                              | 11 de noviembre de 2021   | 3.3                  |
| Chente lleva a Benjamín con una doctora para saber por qué desde la muerte de Lucía, ha dejado de hablar. Natalia logra resguardar sus pertenencias y Constanza recibirá a su mamá en su casa. Omar está muy enojado por lo que su papá le hizo a la familia de Andrea y decide irse de la casa. Chente se entera de que Benjamín necesita terapias. Constanza cela a Gustavo. Natalia pierde todo su dinero tras ser asaltada. Benjamín le hace saber a Chente que no quiere que Olga le siga ayudando en la casa. Omar le ofrece a Andrea quedarse en su departamento, a lo que ella acepta a quedarse a vivir con el y hacen el amor. |                                          |                           |                      |
| 5 | «Algo justo»                             | 12 de noviembre de 2021   | 3.3                  |
| Chente no permite que Olga entre a su casa. Natalia le da una cachetada a Andrea por ofenderla al decirle que se volverá amante de Mario. Natalia y sus hijas se mudan a casa de Mario. Verónica desconfía del amor de Adrián. Chente lleva a Benjamín a terapia para ayudarlo a superar su duelo. Al ver que la compra de la casa de Chente no es válida, Natalia y él llegan a un acuerdo y encuentran una pista que les diga donde se está el dinero. |                                          |                           |                      |
| 6 | «No eres la única víctima»               | 15 de noviembre de 2021   | 3.6                  |
| Chente le deja claro a Olga que nadie va a ocupar el lugar de su chaparrita y enfurece cuando descubre que quitó las fotos de su esposa. Olga vuelve amenazar con quitarse la vida. Omar ya no podrá aceptar a Andrea y a su familia en su departamento y ésta termina por correrlo. Verónica le cuenta a Adrián que Mario ahora anda tras Natalia y éste comienza a sentirse atraído hacia Natalia y la besa. Verónica le manda un mensaje muy desagradable a Natalia. |                                          |                           |                      |
| 7 | «Lo único que me queda en la vida»       | 16 de noviembre de 2021   | 3.9                  |
| Natalia enfurece al recibir unas rosas de Verónica y toma la decisión de irse de casa de Mario. Gustavo despide a Valentina por órdenes de Constanza. Natalia le deja claro a Vicente que ya no le podrá vender la casa, éste se molesta y comienzan a discutir muy fuerte, ya que ella pretende vivir en casa de Chente junto con sus hijas. Chole le confiesa sus sentimientos a Gustavo. Chente junto con sus hermanos le hacen saber a Natalia que no quieren perder su casa, pero Benjamín quiere que Natalia se quede. |                                          |                           |                      |
| 8 | «Bajo el mismo techo»                    | 17 de noviembre de 2021   | 3.7                  |
| Natalia le pide a Chente que la deje compartir el mismo techo en lo que se arregla su situación económica. Chole y Gustavo tendrán una cena romántica. Chente decide ayudar a Natalia y la deja mudarse con sus hijas, lo que pondrá a todos viviendo bajo el mismo techo, mientras Mario es arrestado por los fraudes de Adrián. Natalia habla con Benja para que pueda superar la muerte de su mamá. Constanza arruina los planes de Gustavo con Chole. |                                          |                           |                      |
| 9 | «Primera noche»                          | 18 de noviembre de 2021   | 3.9                  |
| Constanza comienza a seducir a Tavo para tener una noche de pasión. Natalia agrade con una cena por dejarla quedar con sus hijas en casa de Chente. Olga se entera de la llegada de Natalia a casa de Chente y este le deja claro que ella vivirá en su casa el tiempo que sea necesario. Natalia se ofende por las palabras de Olga. Constanza se encuentra con Chente en el taller y le asegura que Natalia rechazó su ayuda, por lo que al escuchar las mentiras de Constanza, Chente se decepciona de Natalia, a lo que decide correrla junto con sus hijas de su casa. Tania le pide a Natalia que ayude a Mario a salir de la cárcel. |                                          |                           |                      |
| 10 | «Capaz de todo»                          | 19 de noviembre de 2021   | 3.6                  |
| Vicente saca de su casa a Regina y Andrea, mientras Natalia está ausente, Gustavo se entera y decide llevárselas a su casa a pesar de que sabe que no serán bien recibidas por Constanza. Teresa y Gustavo le piden a Constanza que deje a sus sobrinas quedarse en su casa pero al ver su negativa, todos deciden irse y dejarla sola. Gustavo le cuenta a Chole que se atrevió a dejar a su mujer, por lo que está decidido a intentarlo con ella. La policía llega cuando Natalia apedrea a Vicente, así que deciden llevárselos por alterar el orden público. |                                          |                           |                      |
| 11 | «Como dos buenos amigos»                 | 22 de noviembre de 2021   | 3.7                  |
| Verónica le pide a Adrián que se arrodille para pedirle casamiento a lo cual él accede, pero además le dice que ahora tendrá que divorciarse de Natalia. Al pasar la noche en prisión, Natalia aprovecha para hacerle ver a Chente que los únicos perjudicados son sus hijos y deben estar unidos por ellos. Mientras Tavo se baña, Constanza lo confunde con William pero logra disimularlo aunque después encuentra un par de vasos en la recámara que lo hacen dudar. Luego de salir de la prisión, Natalia y Chente regresan a su casa pero él estalla al darse cuenta de que los papás de ella también se quedarán. |                                          |                           |                      |
| 12 | «Sacrificios de familia»                 | 23 de noviembre de 2021   | 4.3                  |
| Luego de que le prometió a Tavo ayudarle a Natalia, Constanza la visita en su nueva casa donde trata de humillarla pero la corre sin compasión y es apoyada por Tere. Tavo tiene miedo de que Chole se dé cuenta que no puede tener hijos por lo que decide regresar con Constanza, a pesar de los maltratos y humillaciones. Andrea le cuenta a Omar todo lo que han tenido que pasar en la casa de Chente, pero además, le dice que Juanga la ha estado molestando. Claudio visita a Constanza para pedirle dinero prestado pero inoportunamente llega William, quien deja ver claras sus intenciones. |                                          |                           |                      |
| 13 | «¡Fiesta de bienvenida!»                 | 24 de noviembre de 2021   | 3.8                  |
| Juanga y Pepe Pepe deciden organizarle una fiesta de bienvenida a Natalia y sus hijas, pero Chente no estará de acuerdo con esa idea. Natalia, le hace ver a Andrea que Chente y sus hermanos tuvieron el buen detalle de hacerles una fiesta de bienvenida y aunque eso le disgusta, Regina se la pasa de lo mejor. Andrea y Omar llegan en plena fiesta, por lo que Juanga no duda en acercarse para invitarla a bailar, lo que casi provoca un pleito entre ellos. Natalia decide quedarse a acompañar a Chente luego de que lo ve tan afligido por la muerte de su esposa, pero Olga que está pasada de copas, los encuentra juntos y arma un escándalo. |                                          |                           |                      |
| 14 | «Conmigo se sacó la lotería»             | 25 de noviembre de 2021   | 4.0                  |
| A Tavo le parece muy raro que Constanza esté afuera de su casa, por lo que decide llamarle a sus amigas pero ninguna sabe de ella, así que cuando llega, la sorprende al cuestionarla sobre su paradero. Natalia le dice a Chente que le causa risa que Olga esté celosa de ella, a lo que le responde si se enamoraría de un hombre como el. Olga, le pide a Chente que no la aparte de su vida, por lo que le hace saber que su esposa aun está clavada en su corazón y tiene que ver su hijo. A pesar de que Natalia intenta hacerle ver su realidad a Andrea, decide irse a vivir con Omar a pesar de que el no está de acuerdo, pero termina aceptándola. |                                          |                           |                      |
| 15 | «Juntos saldremos adelante»              | 26 de noviembre de 2021   | 3.5                  |
| Tania se encuentra a Natalia en la calle, pero la comienza a insultar hasta que le da una fuerte bofetada. Olga mira a lo lejos la situación pero piensa sacarle ventaja. Mario le llama a Tania para decirle que su abogado le comentó que no ha liquidado una sola deuda, a lo que ella le contesta que estuvo ocupada vendiendo su auto. Natalia y Samia van al departamento de Omar para decirles que no se pueden casar, pero el y Andrea se empeñan en seguir juntos a pesar de todo. Olga le dice a Natalia que se comporte como la señora que es y deje de estar de lanzada con Chente, a lo que le responde que está cansada de sus insultos. |                                          |                           |                      |
| 16 | «Medidas drásticas»                      | 29 de noviembre de 2021   | 3.9                  |
| Chente se entera de que Claudio no dejó entrar a su abuelita a su casa y termina por golpearlo. Natalia le pide a Claudio que le ofrezca una disculpa a Doña Magos. Verónica se irá a Italia con su nueva víctima y llama a Olga para hacer una alianza. Andrea es humillada por sus suegros y Magos sufre al enterarse de la muerte de Lucía, además de que conoce a Natalia. Olga le da la bienvenida a Doña Magos, pero ella la recibe como se merece. Verónica le hace una propuesta a Elías. Chente se enoja tanto que manda dividir la casa. |                                          |                           |                      |
| 17 | «Tentativa de homicidio»                 | 30 de noviembre de 2021   | 3.9                  |
| Olga amenaza a Benjamín y este intenta decirle todo a su abuelita Magos. La construcción del muro en la casa continua y nadie entiende la actitud de Chente. Vicente continua con su idea de dividir la casa. Magos se sorprende al ver que Benjamín quiere mucho a Natalia. Chente lo lleva a su terapia. Elías quiere atrapar a Adrián. Chente termina encarcelado por haber golpeado a Claudio y culpa a Natalia de lo ocurrido. William chantajea a Constanza y Omar le propone matrimonio a Andrea. |                                          |                           |                      |
| 18 | «Cada día que pasa me enamoro más»       | 1 de diciembre de 2021    | 3.9                  |
| Natalia logra que Claudio retire la demanda en contra de Chente y este queda libre, pero el sigue teniéndole mucho coraje. Olga continua metiendo cizaña entre Natalia y Chente, además de intimidar a Benjamín con una pistola de juguete. Andrea cocina para Omar unas ricas enchiladas. Chente rechaza la cena de Natalia, pero pese a su indiferencia, se imagina besándola y Elías le propone un trato a Verónica. |                                          |                           |                      |
| 19 | «Sacar fuerzas del amor»                 | 2 de diciembre de 2021    | 3.8                  |
| Tania le confiesa a Adrián por qué le tiene rencor a su hermano. Doña Magos recuerda cuando le reveló a Lucía el gran secreto que le aqueja y la promesa que le pidió sobre sus nietos adorados. Los ángeles le dicen a Doña Magos que entre Chente y Natalia podría haber amor. Elías y Samia enfurecen contra Omar y humillan a Andrea al correrla del departamento de su hijo. Andrea regresa a la casa de Chente. Magos feliz con la lectura de las cartas de los ángeles. Fernanda le confiesa a Natalia que vio a Gustavo besándose con otra mujer. William amenaza a Constanza. |                                          |                           |                      |
| 20 | «Voy a luchar por nuestro amor»          | 3 de diciembre de 2021    | 4.1                  |
| Natalia consuela a Andrea y le deja claro que siempre la va ayudar. Adrián busca a Andrea ya que asegura que la extraña, pero esta lo rechaza y le reclama por haberlas abandonado. Omar le ofrece una disculpa a Andrea y le deja claro que defenderá su amor, ambos se reconcilian y siguen con sus planes de boda. Chente le pide a Natalia que lo acompañe a la terapia de Benjamín. Olga se enfrenta a Andrea y a Regina. Omar renuncia a todo para poder ser feliz al lado de Andrea. Constanza le paga a William y Adrián descubre que Verónica le robó todo su dinero. |                                          |                           |                      |
| 21 | «Te puede salir el tiro por la culata»   | 6 de diciembre de 2021    | 4.0                  |
| Constanza le confiesa a Fernanda su infidelidad. Natalia visita a Mario y le da ánimos. Andrea no esta contenta con la idea de que Omar ya no tenga nada. Elías enfrenta a Adrián tras haberle robado. Elías se venga de Adrián y lo entrega a las autoridades. Constanza le pide ayuda a Fernanda. Omar recoge todas sus cosas y su papá lo amenaza con desquitarse de Andrea. Olga está decidida en irse de paseo con Chente. Elías busca a Natalia para hacerle una propuesta, pero él intenta hacerle daño y Chente llega para defenderla, pero Elías lo amenaza con una pistola. |                                          |                           |                      |
| 22 | «Al mal tiempo, buena cara»              | 7 de diciembre de 2021    | 3.9                  |
| Chente llega a defender a Natalia de Elías, pero este lo amenaza a Chente con una pistola. Andrea decide posponer su boda. Claudio continua con su investigación de la infidelidad de Constanza. Chente invita a Natalia a salir el fin de semana con toda la su familia. Doña Magos abre su corazón con Natalia al confesarle su enfermedad. Samia hace todo para que Natalia pierda su empleo. Constanza hace las pases con Natalia. Andrea acepta casarse con Omar. Chole sufre al saber que Tavo se irá de viaje con su esposa y Juan Gabriel enfrenta a Gustavo por el amor de Chole. |                                          |                           |                      |
| 23 | «La vida es para gozarla»                | 8 de diciembre de 2021    | 4.2                  |
| Chole le reclama a Gustavo por ocultarle sobre su viaje con su esposa. Mario recibe la visita de Valentina en la cárcel. Benjamín llega con su equipo médico a revisar a su querida abuelita. Mario esta feliz con la visita de Valentina. Samia busca a Natalia para reclamarle por querer meterse con su marido y Natalia le da tremenda cachetada. Constanza le hace una advertencia a Gustavo. Andrea se hace una prueba de embarazo. Los Ramírez Pérez salen de paseo al balneario junto con Chole y Olga; mientras ellos están fuera de la ciudad, Natalia se queda en la casa y recibe una llamada de Adrián, lo cual, la deja muy alterada. William quiere más dinero y amenaza a Constanza. |                                          |                           |                      |
| 24 | «Las manos quietas si me haces el favor» | 9 de diciembre de 2021    | 4.2                  |
| Natalia sufre al recibir una llamada de Adrián y también, Mario le informa que este fue detenido. Olga finge desmayarse en la alberca para besar a Chente. Chente se regresa a la ciudad junto con Benjamín, por motivos de trabajo. Constanza descubre que Andrea esta embarazada y logra convencerla de no decirle nada a Omar. Olga desea seducir a Chente y se mete a su cama sin imaginarse que Juanga estaría durmiendo en la misma cama. Constanza revela el secreto de Andrea y Elías está dispuesto a todo por salvar a Omar. Adrián necesita a Natalia. |                                          |                           |                      |
| 25 | «Ojalá ese arroz se cueza muy pronto»    | 10 de diciembre de 2021   | 4.0                  |
| Natalia le cuenta a Chente sobre la llamada de Adrián y este promete protegerla. Doña Magos le deja en claro a Olga que no la quiere para pareja de Chente, pues es Natalia la mujer que el merece. Chente ayuda a Natalia y a Benjamín a pintar el muro, mientras realizan dicha tarrea, están a punto de besarse. Después, Chente invita a comer a Natalia y le confiesa que le gusta. Constanza le pide a Regina que no diga nada del embarazo de su hermana. Juan Gabriel ve a Chelo besándose con Gustavo y termina con el corazón destrozado. Regina defiende a Pepe Pepe de Constanza. |                                          |                           |                      |
| 26 | «Tomarse atribuciones»                   | 13 de diciembre de 2021   | 3.9                  |
| Natalia, le demuestra a Samia que no le da pena salir con Chente. Doña Magos le aconseja a Juanga para que se fije en alguien más que lo sepa valorar. Doña Magos y Chelo se sorprenden al saber que Juanga y Olga ya son novios. Mario sale de la cárcel y llega con Natalia, para pedirle asilo, situación que le desagrada a Chente. La fiesta de despedida de soltero de Omar es organizada para que caiga en la trampa de Elías. Andrea se decepciona de Omar y Mario le jura a Chente que luchará por el amor de Natalia. |                                          |                           |                      |
| 27 | «Mantener la cabeza fría»                | 14 de diciembre de 2021   | 4.0                  |
| Mario dispuesto a luchar por el amor de Natalia. Andrea recibe un mensaje de Omar diciéndole que terminan y esto le provoca un fuerte dolor en el alma. Elías quiere sacar a Omar del país. Mario va a la pensión de Chole para rentar un cuarto y se encuentra con Valentina. Gustavo quiere separarse de Constanza. Andrea comienza con unos fuertes dolores tras enterarse de que Omar terminó con ella. Olga vuelve amenazar a Benjamín. Andrea se siente mal y Constanza decide llevarla al hospital. Constanza impide que Natalia vea a su hija. Omar va en busca de Andrea pero Constanza no la dejará que la vea. |                                          |                           |                      |
| 28 | «Voy a ser abuela»                       | 15 de diciembre de 2021   | 3.9                  |
| Omar llega a buscar a Andrea para explicarle todo, pero Constanza evita que la vea y es detenido. Valentina y Mario comienzan a llevarse mejor. Elías logra que Omar se regrese a Inglaterra. Natalia busca a Andrea para ofrecerle todo su apoyo, ya que su vida de ahora en adelante va a cambiar. Gustavo quiere divorciarse de Constanza, pero esta le deja claro que no se lo dará. Elías y Samia quieren deshacerse del hijo de Andrea. Natalia se irá de casa de Chente y este se pone muy triste. |                                          |                           |                      |
| 29 | «Mi abuelita tiene cáncer»               | 16 de diciembre de 2021   | 3.9                  |
| Gustavo despide a Simba tanto por su mal comportamiento como por amenazarlo. Natalia llega a la casa y se impacta al ver a Doña Magos desmayada en las escaleras. Constanza le propone algo a Simba. Doña Magos le revela a Natalia lo que realmente tiene y ella le ruega buscar una segunda opinión. Regina trata de convencer a Andrea de regresar con su mamá. Natalia le revela a Chente la enfermedad de su abuelita. Chole le abre su corazón a Teresa. Constanza, con la ayuda de Simba, manda quitar del camino a William. Natalia sufre al enterarse de que Omar se fue del país. Benjamín propone que ayuden a vender los postres de Natalia. |                                          |                           |                      |
| 30 | «Ya se me metió en mi corazón»           | 17 de diciembre de 2021   | 3.5                  |
| William, se entera por Sinba que Constanza quiso matarlo y corre a cobrar venganza, aunque esto lo lleve a un trágico destino. Chente muere de celos al ver que Mario insiste con Natalia. Gustavo recibe el video íntimo de Constanza y William. Chente le deja claro a Mario que ama a Natalia. Elías visita a Adrián en la cárcel. Olga aconseja a Mario para no perder a Natalia. Andrea sufre al enterarse de que Omar se fue del país. Adrián es atacado en la cárcel. Olga intenta que Juanga le sea infiel para terminarlo y Gustavo enfrenta a Constanza por su infidelidad. |                                          |                           |                      |
| 31 | «Estoy libre de ti»                      | 20 de diciembre de 2021   | 4.0                  |
| Natalia decide irse cuando Chente le dice que será mejor que se vaya. Gustavo le deja claro a Constanza que quiere separarse de ella para rehacer su vida al lado de Chole. Juanga quiere casarse con Olga. Natalia le ofrece su apoyo a Constanza. Andrea junto con Regina buscan a Samia para que le diga dónde esta Omar. La terapeuta asegura que Benjamín le afectará que Natalia se vaya de su casa. Natalia visita a Adrián en la cárcel para reclamarle por su engaño. Andrea entra en crisis e intenta quitarse la vida. |                                          |                           |                      |
| 32 | «Luchar por el amor»                     | 21 de diciembre de 2021   | 3.9                  |
| Natalia se pone triste al quedarse sin sus hijas. Juanga invita a salir a Olga. Omar intenta comunicarse con Andrea pero Elías le vuelve a mentir. Gustavo y Chole se dejan llevar por la pasión. Chole y Gustavo hacen el amor. Sinba le enseña fotos a Constanza de Chole y Gustavo, a lo cual, decide entrar a la pensión para enfrentar a su esposo y Gustavo le declara la guerra. Juan Gabriel le propone matrimonio a Olga y ésta termina por aceptar. Gustavo le declara la guerra a Constanza. Doña Magos le pide a Chente darse una oportunidad con Natalia. |                                          |                           |                      |
| 33 | «Dame una señal»                         | 22 de diciembre de 2021   | 3.4                  |
| Natalia le hace caso a Fernanda y acepta irse unos días fuera de la ciudad y Constanza le cuenta a sus sobrinas sobre su separación. Mario le reclama a Gustavo por no visitarlo en la cárcel. Sinba llega a humillar a Gustavo frente a todos, quedándose el puesto de gerente del taller. Natalia se despide de sus hijas antes de irse a Valle de Bravo. Olga sigue atormentando a Benjamín y Sinba decide vengarse, despidiendo a Juanga. Chente, le pide a Lucía una muestra de que debe luchar por Natalia. Juanga golpea a Sinba tras despedirlo. Pepe Pepe, Regina y Benjamín se van a la feria a jugar, pero el pequeño sale huyendo. |                                          |                           |                      |
| 34 | «Podemos pasar la noche juntos»          | 23 de diciembre de 2021   | —                    |
| Natalia se pone feliz al ver a Chente, tras quedarse con la camioneta descompuesta. Benjamín llega asustado a su casa y Doña Magos lo consuela. Pepe Pepe y Regina se ponen felices al ver que Benjamín esta a salvo. Doña Magos le pide a Chente que mejor se quede con Natalia y Teresa le da consejos a su nieta Andrea sobre su embarazo. Chente y Natalia deciden pasar la noche en la cabaña. Constanza no quiere que Gustavo reciba ni un peso de su dinero, así que le pide ayuda a Mario. |                                          |                           |                      |
| 35 | «Las miradas dicen más que las palabras» | 24 de diciembre de 2021   | 2.0                  |
| Regina organiza una reunión en casa de su tía. Olga le dice a Andrea como puede interrumpir su embarazo. Constanza trata de convencer a Mario para que le ayude a no perder sus bienes. Doña Magos y Teresa toman tanto mezcal que terminan bailando en la casa. Aunque Natalia acepta no estar lista para amar, Chente le pide dejarse llevar y se besan, tras cantarle una canción. Natalia le ofrece una disculpa a Chente por lo ocurrido en la noche. Verónica le saca información a Olga y la usa para molestar a Natalia. Adrián se molesta cuando Elías insulta a su hija Andrea. |                                          |                           |                      |
| 36 | «No te necesito»                         | 27 de diciembre de 2021   | 3.4                  |
| Adrián, le llama a Verónica para decirle que nunca recuperará su amor ni su dinero, pues no debió dejar a Natalia por una mujer que no vale absolutamente nada como ella. Natalia corre desesperada a casa de Constanza a buscar a Andrea, pero en ese momento, llega muy alterada y les cuenta que su papá la convenció de salir de la clínica donde interrumpiría su embarazo. Teresita le sugiere a Doña Magos que le informe a sus nietos sobre su tumor en los ovarios pero ella le contesta que le da pena contarles. Constanza le dice a Andrea que siempre quiso un hijo y le pide que le dé a su bebé a cambio importantes beneficios económicos. |                                          |                           |                      |
| 37 | «¿Estás enamorada de Vicente?»           | 28 de diciembre de 2021   | 3.8                  |
| Olga quiere hacer creer a Natalia que tuvo buenas intenciones al advertirle a Andrea sobre lo peligroso de ir a la clínica. Mario le confirma a Natalia que Olga le dijo dónde estaba Andrea. Chente platica con Benja sobre sus sentimientos hacia Natalia, por lo que el pequeño se pone feliz al escuchar que su papá la quiere. Natalia le confiesa a Fernanda todo lo que sintió al besar a Chente, pero considera que su vida no es estable como para pensar en el amor. Constanza se entera de que Gustavo inició el proceso de divorcio sin avisarle, así que se pone furiosa y no le da el control de su taller. |                                          |                           |                      |
| 38 | «En las buenas y en las malas»           | 29 de diciembre de 2021   | 3.8                  |
| Regina, dice que se le hace muy rara la actitud de Constanza, pero Natalia le confiesa que ella siempre quiso tener un hijo y cree que quiere vivir la experiencia a través de Andrea. Adrián, aprovecha la visita de Andrea para decirle que hable con Natalia para que le dé una oportunidad, pero le comenta que Regina tampoco quiere saber de él. Samia, le hace saber a Constanza que si el bebé de Andrea es varón, ella y Elías están dispuestos a reconocerlo como un Haddad, pero eso no entra dentro de sus planes y se pone furiosa. Doña Magos le pide a Natalia que le diga qué sentimientos tiene por su nieto, así que no le queda más remedio que aceptar que ama a Chente, aunque cree que no están preparados para una relación. |                                          |                           |                      |
| 39 | «Te quiero para mí»                      | 30 de diciembre de 2021   | —                    |
| Doña Magos, le pide a Juanga que no se acelere en su boda con Olga, mientras que a Pepe Pepe le dice que quiere que sea el primero en la familia con un título universitario. Mario esta molesto porque Natalia y Chente pasaron la noche juntos, así que le hace saber que la gente esta hablando mal de ella, pero le responde que no le importa y si no la puede ver solo como amiga, es mejor que se aleje. Regina le comenta a Juanga que no sabe qué le ve a Olga, pero el le responde que al menos es más decente que su mamá, pues le asegura que luego de que pasó la noche con Chente y todos hablan mal de ella, Regina no se aguanta y le propina una fuerte cachetada a Juanga. |                                          |                           |                      |
| 40 | «Pensé que era un hombre decente»        | 31 de diciembre de 2021   | —                    |
| Natalia le dice a Adrián que se casó con ella por su dinero, pero el le responde que quiere que le dé la oportunidad de compensarlas por el daño que les hizo. Tania, le pide perdón a Verónica por el desastre que provocó con sus cuentas, sin embargo, sigue furiosa y le da una copa de vino con veneno para terminar con su vida. Chente le reclama a Olga por difamar a Natalia y al decirle que no todas las mujeres son como ella, le da una fuerte bofetada. Gustavo encuentra a Chole en una postura muy incómoda, pero al preguntarle qué hace, le dice que una clienta le comentó que debe ponerse de cabeza después de hacer el amor para quedar embarazada. |                                          |                           |                      |
| 41 | «Goles olímpicos»                        | 3 de enero de 2022        | 4.1                  |
| Natalia le propone a Chente abrir una fonda en la casa, el acepta bajo con una condición, ser su socio en el nuevo negocio. Constanza desea correr a Chole de la pensión y de su estética y no duda en cobrar venganza contra Chole. Olga, desesperada por conseguir el amor de Chente, decide implorar a los espíritus para conseguir al hombre que ama. Juanga le lleva serenata a Olga. Olga agradece la serenata de Juanga y este se reconcilia con Chente. Regina busca a Adrián en la cárcel y le pide que le dé el divorcio a su madre. Gustavo le hace una propuesta a Constanza. |                                          |                           |                      |
| 42 | «Voy a recuperar mi vida»                | 4 de enero de 2022        | 4.2                  |
| Natalia le cuenta a Chente lo que la doctora le dijo sobre su abuelita. Pese a tener una esperanza, Doña Magos descarta operarse. Adrián sale de la cárcel decidido a rectificar el daño a su familia. Natalia trata de convencer a Doña Magos para que se opere y le da a probar la torta española que venderá en la fonda. Chente compra todo lo que se ocupará para la fonda y le lleva flores a Natalia. Adrián decide buscar a Natalia pero Mario llega a impedirlo y terminan golpeándose. Valentina confiesa su amor por Mario. |                                          |                           |                      |
| 43 | «Soy una mujer libre»                    | 5 de enero de 2022        | 4.2                  |
| Natalia le deja en claro a Adrián que no lo quiere en su vida, además de que todos llegan a la degustación de las tortas españolas en la fonda. Natalia le confiesa a Fernanda el amor que siente por Chente. Adrián se entera de que Mario y Chente son socios de la fonda de Natalia. Félix se presenta en la estética y cuestiona a Olga sobre el paradero de Valentina. Doña Magos quiere repartir sus bienes entre sus nietos y Heliodoro Flores, su novio. Chente se confiesa con Fernanda. Olga cuestiona a Valentina sobre Félix, además, Gustavo recupera su taller. |                                          |                           |                      |
| 44 | «El amor es a prueba de todo»            | 6 de enero de 2022        | 3.6                  |
| Chente le confiesa su amor a Natalia y esta termina por decirle que también se está enamorando de él, por lo cual, deciden darse una oportunidad para ser felices. Pepe Pepe le confiesa a Regina que esta enamorado de ella. Andrea no quiere que su mamá este con Chente. Valentina se le declara a Mario y Natalia anuncia que se dará una oportunidad con Chente. |                                          |                           |                      |
| 45 | «Jugar con fuego»                        | 7 de enero de 2022        | 3.8                  |
| Natalia y Chente hablan con Benjamín sobre la relación que tienen ellos dos y del porque han decidido vivir juntos. Olga, pedirá la ayuda de Verónica para matar a Natalia, pues ella ya no puede con su existencia. Andrea, la hija de Natalia, no quiere ver a su madre con un chacal como lo es Chente. |                                          |                           |                      |
| 46 | «No te metas con mi hombre»              | 10 de enero de 2022       | 4.6                  |
| Andrea, le pide a su madre que termine con Chente o no la volverá a ver. Juanga recibe el apoyo de todos en el taller, tras su ruptura con Olga y esta desea que Sinba termine con la vida de Natalia. Natalia, le pide a Pepe Pepe que vaya al ritmo de Regina y permite que sea novio de su hija. Chente y Benjamín hacen promoción por el barrio a las tortas españolas y Natalia queda más enamorada por dicho detalle. Natalia impide que Olga bese a Chente y le deja en claro que ahora el está con ella; Chente lleva a Natalia a un lugar romántico y hacen el amor. |                                          |                           |                      |
| 47 | «Quedar como héroe»                      | 11 de enero de 2022       | 4.5                  |
| Olga vuelve amenazar a Benjamín, diciéndole que Natalia también se va a morir. Adrián busca a Natalia y encuentra mal a Doña Magos, por lo que decide llevarla al hospital de emergencia. Natalia llega al hospital y le agradece a Adrián por su ayuda. Mario se despide de su hermana Tania. Mauricio se entera del embarazo de Andrea y Adrián celebra haber quedado como un héroe. Doña Magos rechaza entrar a la cirugía y le ruega a Natalia cuidar a sus nietos. Chente le agradece a Adrián pero le dice que quiere ajustar cuentas con el. Olga contacta a Félix para terminar con Natalia. |                                          |                           |                      |
| 48 | «Fuera de peligro»                       | 12 de enero de 2022       | 4.4                  |
| Chente recuerda con dolor en el hospital, cuando el y Benjamín perdieron a Lucía. Olga contacta a Félix y ambos hacen un trato; Félix entra a la pensión y amenaza a Valentina. Todos se unen en oración por la salud de Doña Magos. Félix logra llevarse con amenazas a Valentina. Samia se entera de la relación de Natalia con Chente y todos se ponen felices al saber que Doña Mago está fuera de peligro. Al final, la operación de Doña Magos es todo un éxito, Magos le confiesa a Chente que tiene novio y Adrián se entera de la relación de Natalia y Chente. Mario esta preocupado por la desaparición de Valentina. |                                          |                           |                      |
| 49 | «La familia siempre es lo primero»       | 13 de enero de 2022       | 4.5                  |
| Félix, llama a Mario y termina por amenazarlo. Benjamín se pone feliz al saber que su abuelita Magos esta bien; Natalia también se alegra por Doña Magos. Valentina no quiere que le pase nada a Mario. Adrián intenta hacer entender a Natalia que su lugar está a su lado. Teresa, le exige a Adrián dejar en paz a Natalia y lo cachetea. Félix le ordena a Valentina trabajar en el congal y Olga pone sobre aviso a Félix. Chente esta dispuesto a ganarse el cariño de Regina y Andrea, pero Adrián hará todo para separar a Chente de Natalia. |                                          |                           |                      |
| 50 | «Echarle crema a tus tacos»              | 14 de enero de 2022       | 3.7                  |
| Aunque Chente le dice a Adrián que no duda del amor de Natalia, casi lo golpea cuando le responde que su esposa lo está usando para darle una lección. Adrián entra a la casa de Natalia para tratar de convencerla que deben de estar juntos, pero cuando la besa a la fuerza, le da un golpe tan fuerte que se dobla del dolor, mientras ella le advierte que no es la misma mujer dócil y sumisa de antes. Aunque Tavo y Sinba se hacen pasar por clientes para rescatar a Valentina, Félix no se traga el cuento y los manda a sacar pero después pide hablar con Mario. La doctora les dice a Chente y Doña Magos que su tumor es benigno, así que solo queda recuperarse pues no hay peligro de cáncer. |                                          |                           |                      |
| 51 | «En la guerra y en el amor todo se vale» | 17 de enero de 2022       | 4.6                  |
| Adrián esta dispuesto a encontrarse con Omar para abrirle los ojos sobre su padre. Andrea trata de convencer a su mamá y a Regina para que acepten el dinero que les ofrece su papá. Andrea justifica las acciones de su papá y le dice a Chente que su nube de la felicidad pronto se esfumara. Valentina le agradece a Mario por su ayuda. Andrea se porta muy hiriente con Chente y más tarde, este se entera por Andrea que Natalia y Adrián se besaron. Chente le reclama a Natalia por haberse besado con Adrián. Olga conoce a Adrián y unen fuerzas para separar a Natalia de Chente. |                                          |                           |                      |
| 52 | «Donde hubo fuego, cenizas quedan»       | 18 de enero de 2022       | 4.2                  |
| Olga le da el dinero a Sinba para matar a Natalia. Adrián tiene un plan para recuperar a Natalia y le pide ayuda a Andrea. Pepe Pepe, Regina y Benjamín acuden a un asilo para ayudar. Samia y Constanza se burlan de la relación de Natalia con Chente. Verónica enfurece al enterarse de que Natalia se beso con Adrián. Doña Magos le pide a Chente confiar y creer en el amor de Natalia. Verónica, llama a Natalia para citarla y entregarle pruebas en contra de Adrián y este con ayuda de Andrea, le preparan una sorpresa a Natalia para reconquistarla. Olga mete cizaña a Chente sobre Natalia. |                                          |                           |                      |
| 53 | «Se me rompió el amor»                   | 19 de enero de 2022       | 4.3                  |
| Adrián busca el perdón de su familia, Chente descubre que Natalia sí se fue con Adrián y la repudia. Gustavo le deja claro a Chole que no quiere tener hijos, por lo que Chole decide terminar con Gustavo por no querer darle un hijo. Chente rechaza las caricias de Olga y le reclama por ponerse de acuerdo con Adrián. Natalia no quiere regresar con Adrián. Olga le pide a Sinba un favor para forzar a Chente a estar a su lado. Natalia trata de explicarle las cosas a Chente, pero este le cuelga el teléfono. Chole sufre al enterarse de lo que le paso a Olga. |                                          |                           |                      |
| 54 | «Me quiero morir»                        | 20 de enero de 2022       | 4.4                  |
| Chole sufre al ver a su prima golpeada y se siente impotente por no haberla podido ayudar. Juanga se entera de lo que Olga pretendía hacer con la ayuda de Kimberly. Regina le cuenta a Pepe Pepe que su papá lo quiere ayudar a conseguir una beca. Gustavo contrata a Sinba por consejo de Valentina. Natalia le da una cachetada a Chente por ofenderla y gritarle, además, no soporta que Chente no confié en ella y decide ponerle fin a su relación. Olga hace sentir culpable a Chente de su "desgracia", además, provoca un pleito entre Chente y Juanga. |                                          |                           |                      |
| 55 | «¿Tú qué sabes de amor?»                 | 21 de enero de 2022       | 4.4                  |
| Olga esta segura que Chente estará con ella por remordimiento y aunque Sinba lo duda, le pide que le pague por ayudarla. Después de pagarle el dinero de la casa, Adrián comienza a insultar a Chente, a quien le dice que dejará que Natalia viva su romance de barrio pero que sabe que no lo ama, sino solo se encariñó con el. Chole rechaza las escrituras de la pensión que le da Gustavo. Chente visita a Olga, quien le dice que se siente rota pero que el le transmite mucha paz. Constanza se entera de que Adrián acompañará a Andrea con el ginecólogo, lo que desata su furia. Natalia y Adrián le marcan a Omar pero contesta Verónica, quien comienza a burlarse de ellos. |                                          |                           |                      |
| 56 | «Renuncia al amor de Chente»             | 24 de enero de 2022       | 4.5                  |
| Verónica le revela a Natalia varias verdades que no sabía de Adrián. Elías se entera de que Adrián quiere comunicarse con Omar. Natalia le pide a Adrián que se vaya de su casa. Doña Magos, le deja claro a Pepe Pepe que siente que Olga se está aprovechando de la culpa que Chente siente por lo que le pasó. Olga le pide a Natalia dejarle el camino libre con Chente. Natalia y Chente acuden a la terapia de Benjamín al aire libre y logran que Benjamín se ponga a jugar futbol. |                                          |                           |                      |
| 57 | «Me voy a ir de esta casa»               | 25 de enero de 2022       | 4.7                  |
| Teresa no soporta los insultos de Constanza y le responde con una cachetada. Natalia y Chente deciden hablar sobre lo ocurrido con Adrián y este logra localizar a Omar, lo cual, le comprará el boleto de regreso para México. Natalia perdona a Chente y se reconcilian, pero esta no acepta que Olga se vaya a vivir a su casa; Juanga sufre al enterarse de que Olga se irá a vivir a casa de Chente. Natalia, recibe a Olga en la casa de Chente y le permite que se acomode en su recámara, además, Natalia decide irse de casa de Chente. Samia llega a Londres para impedir que Omar regrese a México. Olga vuelve a amenazar a Benjamín. |                                          |                           |                      |
| 58 | «¿Quieres ser mi mamá?»                  | 26 de enero de 2022       | 4.9                  |
| Olga, busca a Chente en su cuarto para seducirlo, pero se sorprende al encontrarlo al lado de Natalia y esta le pide que respete su intimidad. Valentina visita a Félix en la cárcel y Andrea tiene un plan. Natalia decide irse de la casa, pero Benjamín grita rogándole quedarse a su lado; Vicente y todos se quedan sorprendidos de que Benja volvió a hablar, en especial Olga. Omar se entera por Adrián que será padre. Benjamín le pide a su papá que Olga se vaya de la casa. Omar, le reclama a Samia por ocultarle que Andrea esta embarazada. Chole corre a Olga de la pensión por traicionar a Valentina. Doña Magos no quiere a Olga en su casa y asta amenaza a Benja, luego de ver que este ya puede hablar. |                                          |                           |                      |
| 59 | «Terminar con este calvario»             | 27 de enero de 2022       | 4.8                  |
| Olga, amenaza a Benja que no diga nada o le cortará la lengua. Doña Magos le deja claro a Olga que no permitirá que quiera algo más con Chente. Natalia se va de la casa con su familia y con Benjamín. Chente, le da a Olga un día para quedarse en la casa y ella intenta quitarse la vida tomándose pastillas. Adrián quiere que Mario vuelva a ser su socio y Natalia extraña vivir en el barrio. Mario acepta trabajar con Adrián por órdenes de Elías. Chente se entera de que Olga no puede estar sola. Adrián, sorprende a Natalia al llegar a vivir a la nueva mansión. Fernanda y Mario cenan juntos. |                                          |                           |                      |
| 60 | «Vivir como pareja»                      | 28 de enero de 2022       | 4.3                  |
| Natalia se sorprende al ver a Olga besando a Chente. Gustavo no acepta el error de Juanga y lo despide. Fernanda y Mario comienzan a coquetearse. Elías se entera de que Omar ya sabe del embarazo de Andrea. Constanza se obsesiona con el bebé de Andrea y Fernanda se besa con Mario, ambos acuerdan no enamorarse y se dejan llevar. Chente le propone a Natalia pasar todas las noches juntos. Constanza le pide a Andrea que se vayan de viaje. Adrián le tiende una trampa a Elías y lleva a Omar con Andrea. |                                          |                           |                      |
| 61 | «Reniego de tu apellido»                 | 31 de enero de 2022       | 4.1                  |
| Omar le explica a Andrea la razón por la que se fue del país. Natalia y Chente tienen listo el nombre de la fonda. Chente le pide a Mario ya no ser socio, además, Natalia se entera de lo de Fernanda y Mario. Sinba amenaza a Olga con decirle toda la verdad a Chente. Omar enfrenta a Elías por haberle hecho creer que mató a una mujer y lo desprecia. Valentina le reclama a Olga por su traición. Gustavo le pide matrimonio a Chole. Adrián pelea con Constanza por el bebé de Andrea. |                                          |                           |                      |
| 62 | «Un hijo no se vende»                    | 1 de febrero de 2022      | 4.1                  |
| Chole acepta casarse con Gustavo. Natalia se confunde al ver que Olga sale sin ningún temor. Adrián le cuenta a Natalia que Andrea y Omar ya se reconciliaron y que hará todo por recuperarla. Adrián le da dinero a Olga y esta acepta ayudarlo en lo que quiera. Elías amenaza a Samia con dejarla en la ruina si busca a su hijo. Natalia, acepta a Juanga para que la apoye en la fonda. Mario presenta a Fernanda con Valentina, pero esta muere de celos y sufre al verlos juntos. Constanza revela el pacto que hizo con Andrea; Omar y Natalia se decepcionan. Olga y Adrián se van juntos. |                                          |                           |                      |
| 63 | «Piensen que estoy muerto»               | 2 de febrero de 2022      | 4.0                  |
| Natalia le deja claro a Andrea que debe respetar su dignidad. Teresa le reclama a Claudio. Gustavo y Chole continúan con su fiesta. Andrea pierde el control y trata de darle una cachetada a Regina, pero Omar la detiene a tiempo. Mario habla con Valentina y le explica que solo la ve como su amiga. Chente le pide a Andrea que respete a su madre. Olga seduce a Adrián y el cae ante sus encantos. Chente le ofrece a Omar trabajar con el en la reaccionaría y este, le pide a Andrea y a su madre que ya no lo vuelvan a buscar. Claudio amenaza a Olga. Adrián le pondrá una trampa a Pepe Pepe. |                                          |                           |                      |
| 64 | «Voy a luchar por mi hijo»               | 3 de febrero de 2022      | 4.4                  |
| Adrián lleva de emergencia a Andrea al hospital y junto con Natalia,se enteran de que Andrea llegó con amenaza de aborto. Omar llega a vivir a la pensión. Constanza quiere que Andrea pierda a su bebé. Doña Magos esta determinada en lograr fastidiar a Olga, para que pronto se vaya de casa de Chente. Omar se entera de que Andrea y el bebé están fuera de peligro. Olga le da un masaje a Doña Magos. Andrea le pide perdón a Natalia y decide irse a vivir a la pensión con Omar. Claudio le dice a Chente que vio a Olga salir con Adrián, en la noche de la fiesta de Gustavo y Chole. Benjamín intenta decirle todo a su abuelita pero Olga los interrumpe. |                                          |                           |                      |
| 65 | «Te voy a enterrar vivo»                 | 4 de febrero de 2022      | 4.5                  |
| Adrián, enfurece al saber que Andrea decide irse a vivir con Omar a la pensión. Natalia va por las cosas de Andrea a casa de Adrián y este quiere intentar reparar todo el daño que le hizo a Natalia. Chente le dice a Natalia que Olga y Adrián salieron juntos, este asegura que Olga fue amante de Chente. Benja le promete a Olga no decir nada. Fernanda le pide a Mario que no le haga perder su tiempo. Chente invita a Natalia a pasar unos días en la playa. Adrián le pone un alto a Claudio. Chole sospecha que está embarazada. Pepe Pepe logra pasar el examen. Natalia visita a Constanza y esta tras discutir, la corre de su casa. |                                          |                           |                      |
| 66 | «No te voy a dar el divorcio»            | 7 de febrero de 2022      | 4.3                  |
| Samia esta dispuesta a aceptar a Andrea como esposa de Omar y quiere ayudar a organizar la boda de estos dos. Kimberly regresa al negocio de Chole con una prueba de embarazo y le pide que salga de cualquier duda. Gustavo se lleva una sorpresa con las refacciones de Mario, pero el prefiere ser leal con Chente. Juan Gabriel impide que Olga siga su plan en contra de Natalia y le pone un alto. Gustavo, le pide a Mario que tenga cuidado de los negocios que realiza con Adrián. Ante la insistencia de Kimberly, Chole se realiza una prueba de embarazo y resulta positiva, la noticia las toma por sorpresa y Gustavo desea conocer los motivos de esta felicidad. Valentina intenta darle celos a Mario al confesarle que sale con Juan Gabriel, sin saber los problemas en los que lo podría meter. Chente enfrenta a Mario por aliarse con Adrián para arruinar su negocio. Constanza, le pide disculpas a su sobrina pero ella ya no cree en su palabra. Natalia busca quedar libre de los compromisos con Adrián y le presenta la demanda de divorcio, pero el se opone. |                                          |                           |                      |
| 67 | «Nadie nos podrá separar»                | 8 de febrero de 2022      | 4.4                  |
| Adrián pretende conquistar por la fuerza a Natalia, pero ella no lo permite por ningún motivo. Constanza busca a Andrea para convencerla de estar cerca de su hijo, sin embargo, se lleva una sorpresa al saber que Chole y Gustavo quieren un hijo. Sinba, le insiste a Olga para que le dé su dinero, pero ella reacciona con tal de llamar la atención de Chente; Olga aprovecha que tiene cerca a Vicente para pedirle empleo en la fonda. Adrián utilizará a Sinba para arruinar el negocio de Chente y lo amenaza para que deje de molestar a Olga. Valentina y Juan Gabriel llegan a la cena con Mario y Fer, pero estos últimos quedan sorprendidos al ver la química de la pareja. Todo está listo para la inauguración de la fonda, razón por la que Natalia está feliz. Olga llega a casa de Adrián y tras pasar la noche juntos, son sorprendidos por Andrea. |                                          |                           |                      |
| 68 | «La sazón de mi corazón»                 | 9 de febrero de 2022      | 4.7                  |
| Andrea no puede creer que su padre haya traicionado a su familia por una mujer, pero Adrián logra convencerla de que solo fue un desliz. Natalia enfrenta a Olga, porque quiere saber qué pasa entre ella y Adrián. Lorenzo provoca los celos en Pepe Pepe y desata una terrible pelea que orilla a Regina a separarse de Pepe Pepe y acabar su relación, por lo ocurrido con Lorenzo. Natalia y Vicente celebran por la inauguración de su restaurante, pero esta felicidad se ve empañada por la repentina aparición de Adrián. |                                          |                           |                      |
| 69 | «Dios aprieta pero no ahorca»            | 10 de febrero de 2022     | 4.5                  |
| Regina, le confiesa a Lorenzo que terminó su relación con Pepe Pepe, pero el menor de los Ramírez enfurece al verlos juntos. La felicidad de Natalia y Chente se ve opacada por la clausura de la fonda, debido a que no cumple con algunos requisitos para su apertura, siendo de esta una trampa de Adrián. Una nueva tragedia ocurre en la vida de Chente, se entera de que su negocio fue robado, pero tiene una solución para esto. Adrián queda conforme con el trabajo de Sinba y sus hombres, aunque todavía tiene planes para que Natalia vuelva a su lado. Teresa, esta harta de Claudio y sus abusos, pero esto podría terminar muy pronto. Tras las excelentes críticas por la comida en la fonda de Natalia, Vicente decide comenzar de nuevo y apoyar a su amada, hecho que desatará los celos de Olga. |                                          |                           |                      |
| 70 | «Una familia unida es indestructible»    | 11 de febrero de 2022     | 4.1                  |
| Chente sigue recibiendo el apoyo de muchos de sus amigos en la colonia, uno de ellos es Mario, que le ofrece mercancía para salir adelante con la refaccionaría. Natalia rechaza el apoyo de Adrián tras la clausura de la fonda, pero más tarde, la visita del chef Téllez la toma por sorpresa. Adrián quiere separar a Natalia de Vicente como sea y por ello, le entrega a Olga una sustancia para drogar y tenderle una trampa al mayor de los Ramírez. Constanza, quiere el hijo de Andrea como sea y Claudio esta dispuesto a convertirse en su sirviente, con tal de que lo ayude a convertirse en cónsul. Vicente y Natalia van de camino a casa, pero son interceptados por un grupo de encapuchados que los asalta, Adrián intervine en la discusión y es baleado. |                                          |                           |                      |
| 71 | «Vamos a estar juntos para siempre»      | 14 de febrero de 2022     | 4.1                  |
| Mario le confiesa su amor a Vale, a pesar de las diferencias que existen entre ambos. Olga decide realizarse una prueba de embarazo por los síntomas que presenta y se lleva una sorpresa al ver que da positivo, pero no piensa quedarse de brazos cruzados. Gustavo enfrenta a Chole porque cree que el hijo que ella espera es de otro hombre, pero Chole se defiende. Andrea visita a su padre en el hospital tras el atentado que sufrió y Omar, aprovecha para ponerle un alto a Constanza. Natalia visita en el hospital a Adrián y el jura darle el divorcio al salir de ese lugar. Olga, utiliza las gotas que le dio Adrián para llevar a la cama a Vicente y su plan sale sale mejor de lo que pensaba; Natalia regresa a la casa de los Ramírez, pero se lleva una sorpresa al ver que en su habitación se encuentra Chente en un momento íntimo con Olga. |                                          |                           |                      |
| 72 | «Tu amor son puras mentiras»             | 15 de febrero de 2022     | 4.4                  |
| Natalia le revela a Chole todo lo sucedido con Vicente y ella decide brindarle su apoyo. Claudio, le confiesa a Constanza que Soledad esta esperando un hijo de Gustavo y cree que su secreto corre peligro. Doña Magos entra a la habitación de Vicente y se lleva una sorpresa al ver que Olga se encuentra en paños menores y metida en su cama. La matriarca de la familia estalla y le pide a Olga que se vaya de la casa. Natalia le revela la verdad a Juanga y este corre a su casa para cofrontar a su hermano. Doña Magos se niega a vivir bajo el mismo techo que Olga después de verla en la cama de su nieto. Vicente busca a Natalia para explicarle lo sucedido con Olga, pero ella ya no cree en sus palabras. |                                          |                           |                      |
| 73 | «No quiero estar contigo»                | 16 de febrero de 2022     | 4.8                  |
| Olga, le revela a Benja que Natalia se fue de la casa para siempre y ella podría ser su nueva madre, pero la reacción del menor por poco le quita la vida al salir corriendo de su casa; Benja huye a casa de Chole y le pide a su papá que se vaya. Después de sufrir el rechazo de Benja, Vicente regresa a la casa para echar a Olga y ella se opone. Andrea, le pide a su madre que haga todo lo posible por acudir a su pedida de mano. Olga regresa a la pensión de Chole por petición de Vicente, pero la presencia de Natalia en ese lugar pone en aprietos a Soledad. Heliodoro Flores llega a casa de los Ramírez para presentarse como el novio de Doña Magos. Adrián convence a Natalia de regresar a casa, pero ella le pone una condición. |                                          |                           |                      |
| 74 | «Te traje flores, amiga»                 | 17 de febrero de 2022     | 4.8                  |
| En medio de una fiesta y rodeados de sus seres queridos, Omar por fin logra pedir la mano de Andrea. En esta celebración no todo es felicidad, ya que Adrián comienza a sentirse mal tras la herida del asalto que llevaba aliviando. Después de que aceptara unos cuantos tragos de alcohol de Claudio como parte de una trampa, Pepe Pepe abusa del alcohol y se logra arruinar la fiesta de compromiso de Andrea y Omar. Verónica llega a casa de Adrián y toma por sorpresa a Natalia. Constanza acude a la pensión de Chole para informarle que ella y Gustavo se darán una segunda oportunidad. Vicente busca a Natalia una vez más, para pedirle que crea en su versión de lo que pasó esa noche. Constanza solo quiere a Gustavo para adoptar a su hijo, no como pareja. Tras una fuerte discusión con Mario, Verónica regresa a su habitación, pero es esperada por Elías y terminan en la cama. |                                          |                           |                      |
| 75 | «Mátame de amor»                         | 18 de febrero de 2022     | 4.9                  |
| Natalia cree que Adrián la sigue engañando y decide regresar a la pensión de Chole. Todo esta listo para la fiesta de XV años de Regi, por lo que Juanga piensa ayudar a Pepe Pepe para que sea perdonado por la cumpleañera. Pepe Pepe sorprende a Regina en el vals, el cual termina con un beso de la pareja. La celebración se ve opacada con la presencia de Verónica, pero Natalia impide que arruine el momento. Regina, sorprende a Pepe Pepe pelando con Lorenzo y esto provoca la decepción de la cumpleañera. A pesar de las amenazas, Adrián pasa la noche con Verónica, pero afirma amar a Natalia. Olga busca a Chente para anunciarle que espera un hijo suyo, noticia que lo deja impactado. |                                          |                           |                      |
| 76 | «Una familia de sangre»                  | 21 de febrero de 2022     | 4.5                  |
| Olga, aprovecha que Natalia se encuentra en la pensión de Chole para confesarle que se convertirá en madre después de haber pasado la noche con Chente en el mismo día que los descubrió. Doña Magos, visita a Olga para advertirle que no permitirá que Chente caiga en sus redes y menos que se casen. Natalia le revela a Chente que ya sabe toda la verdad, hecho que toma a este por sorpresa. Natalia, le pide a Vicente que deje de buscarla para que se preocupe por su hijo y sus hermanos, pero él se niega. Adrián se aprovecha de la situación para intentar tomar por la fuerza a Natalia. Juan Gabriel le brinda su apoyo a Olga, tras enterarse de la noticia de su embarazo y acepta a ese hijo como suyo, pero una vez más, Olga lo rechaza de una forma dolorosa. |                                          |                           |                      |
| 77 | «Esto va a ser un infierno»              | 22 de febrero de 2022     | 4.3                  |
| Olga, es echada de la pensión de Chole y decide regresar a casa de los Ramírez, pero se lleva la sorpresa de que no es bienvenida como lo creía. Teresa descubre el secreto de Claudio y le pone un alto a sus mentiras. Natalia, le pide a Vicente que no la busque por el bien de todos. Constanza se encuentra con Verónica, pero se lleva una sorpresa al ver que Elías es amante de esta última. Olga, trata de convencer a Chente que el es el padre de su hijo y le pide hacer una familia. Vicente sigue los consejos de Juan Gabriel y busca a Natalia para intentar seguir con su relación. Olga sorprende a Chente besando a Natalia y esto provoca una fuerte discusión. |                                          |                           |                      |
| 78 | «Échale más cerillos al carbón»          | 23 de febrero de 2022     | 4.2                  |
| Vicente, trata de disculparse con Olga por malinterpretar sus actitudes. Pepe Pepe lanza una fuerte advertencia a Lorenzo por acercarse a Regina. Olga, visita a Adrián para hacerle una fuerte confesión. Teresa estalla en contra de Claudio y le pide que se aleje de su vista. Adrián, le pide a Olga que la noticia sobre su posible paternidad no llegue a oídos de Natalia, pero la discusión llega hasta los golpes. Natalia le pone un alto a Chente y quiere que no se acerque más a ella. Teresa recibe la visita de Julián y este le hace una invitación a cenar. Pepe Pepe descubre que Regina regresa de su cita con Lorenzo y le advierte que solo quiere llevarla a la cama. Una vez más, Olga trata de atormentar a Benja, pero ante la repentina aparición de Vicente, provoca que esta caiga por las escaleras y ponga en riesgo la vida de su bebé. |                                          |                           |                      |
| 79 | «Me voy a casar con la Olga»             | 24 de febrero de 2022     | 4.7                  |
| Olga, le pide a Chente que le dé su lugar ante todos como la madre de su hijo y le propone casarse, hecho que terminá aceptando. Adrián aparece en la posada de Chole para darle una sorpresa a Natalia. Olga aparece en la posada de Chole para anunciarle a todos que Vicente le propuso matrimonio, dicha noticia toma por sorpresa a Natalia. Verónica llega al departamento de Mario y le hace fuertes revelaciones. Adrián aparece en la refaccionaría de Vicente para pedirle que desaloje la casa que le pertenece a Natalia. Valentina, visita a Mario en su departamento y se lleva una sorpresa al encontrar a Verónica en este sitio, razón que la lleva a perder el control. Chente le confiesa a Natalia que le propuso matrimonio a Olga, pero ella reacciona pidiéndole que nunca se olvide del amor que siente por el, a pesar de no poder seguir juntos. |                                          |                           |                      |
| 80 | «Quiero el divorcio»                     | 25 de febrero de 2022     | 4.5                  |
| Chente, le anuncia a su familia que deben de desalojar la casa porque le pertenece a Natalia. Mario visita a Verónica para pedirle explicaciones sobre la muerte de su hermana. Olga, trata de presumir su futura boda con Chente, pero Sinba escucha que todo se debe a su embarazo. Chente sorprende a Sinba muy cerca de Olga, pero ella afirma que solo se debe a la felicitación por su boda. Claudio llega en estado inconveniente a casa de Chole y descubre a Teresa con Julián Reus. Juanga cree que hablando con Olga podrá recuperar su amor, pero es rechazado una vez más por ella. Teresa esta harta del comportamiento con Claudio y le exige el divorcio. Chente se despide de Natalia y le entrega la documentación de la casa, pero Benja aparece y niega a marcharse con una súplica para su padre. |                                          |                           |                      |
| 81 | «Su marido es un criminal»               | 28 de febrero de 2022     | 4.3                  |
| Los planes de Adrián y Elías corren peligro, debido a que todo indica que son perseguidos por un espía. Vicente, le deja claro a Olga que no dormirá a su lado como marido y mujer, porque no pretende hacerla ilusiones ya que el ama a otra mujer. Natalia es detenida por la policía para solicitar su apoyo, debido a los delitos que han cometido Adrián, Elías y Mario. Adrián, rapta a Verónica para pedirle que se vaya del país a cambio de una fuerte suma de dinero. Natalia, trata de ser convencida para que sea una espía de la policía e informe lo que ocurre con Adrián y sus amigos. Samia, llega a la oficina de su esposo y se lleva la sorpresa que el esta besando a Verónica. Mario, le asegura a Natalia que no tiene nada qué ver con los delitos que se le inculpan. Natalia acude a casa de Adrián para decirle que esta lista para continuar con su relación. |                                          |                           |                      |
| 82 | «¡Eres un asesino!»                      | 1 de marzo de 2022        | 4.4                  |
| Mario es amenazado por la policía con ser detenido en caso de intentar huir del país. Adrián llega la fonda y comparte la noticia de su reconciliación con Natalia, pero esto toma por sorpresa a Chente. Vicente, enfrenta a Natalia para pedirle explicaciones por su reconciliación con Adrián, pero ella le pide que deje su historia a un lado y mejor se dediquen a sus hijos. Natalia habla con sus hijas sobre la persecución de la policía a Adrián además de los delitos por los que es investigado, pero les pide guardar el secreto. En su paseo por el barrio, Pepe Pepe y sus amigos sorprende a Regina besando a Lorenzo, por lo que Sinba arremete en contra de Lorenzo y huye del lugar. Más tarde, Pepe Pepe encuentra al joven tirado en la calle, pero es señalado de haberlo golpeado. |                                          |                           |                      |
| 83 | «Que la vida te juzgue»                  | 2 de marzo de 2022        | 4.4                  |
| Vicente, visita a Pepe Pepe en la cárcel y este último le pide ayuda para salir de ese lugar. Olga, llega a la habitación de Benjamín para amenazarlo una vez más, pero no se percata que una cámara esta grabando todo el momento. Chente, le reclama a Natalia por la reacción que tuvo Regina al culpar a Pepe Pepe de un delito que no cometió. Entre la discusión, Vicente admite sentirse arrepentido de conocerla. Lorenzo sufre una terrible secuela tras su golpe y descubre que sus extremidades no responden. Elías, le propone a Constanza que hagan todo lo necesario para que el hijo de Andrea y Omar crezca lejos de sus padres. Verónica, inesperadamente llega a la reunión de la familia Robles para revelar que Constanza conocía de su relación con Adrián. Natalia estalla en contra de Constanza y arremete en su contra. |                                          |                           |                      |
| 84 | «Los muertos no hablan»                  | 3 de marzo de 2022        | 5.0                  |
| Sinba y sus hombres, entran a la casa de Natalia por órdenes de Adrián, sin embargo, todo se sale de control cuando Natalia descubre todo y Vicente trata de protegerla. Vicente y Juan Gabriel encaran a Sinba, porque saben que el entró a robar a casa de Natalia, el acepta los errores, pero trata de convencer a Vicente de que lo deje libre a cambio de información que tiene sobre Olga; Adrián desde lo lejos, dispara en contra de Sinba para que no revele nada sobre sus planes. En medio de su agonía, Néstor confiesa que el hijo que espera Olga es de él. Vicente enfrenta a Olga y le confiesa que Sinba ya le contó toda la verdad sobre el hijo que espera. |                                          |                           |                      |
| 85 | «No me voy a condenar»                   | 4 de marzo de 2022        | 4.7                  |
| Natalia, se opone a recibir el apoyo de Adrián y este termina por llevarse las cosas que le había regalado para la fonda. De rodillas, Olga le pide a Vicente que crea en su palabra y no en la de Sinba, porque el hijo que espera es un Ramírez. Gustavo vuelve arrepentido a la estética de Chole para pedirle una disculpa, pero ella se niega a hacerlo. Regina se lleva una sorpresa, al ver que Lorenzo ya puede caminar. Chente cree que aún hay esperanzas de regresar con Natalia, por lo que le confiesa que quiere cancelar su boda con Olga. Vicente habla con Olga, para informarle que su boda queda pospuesta hasta estar seguro de que el hijo que espera es suyo. Olga busca a Natalia en su casa y le confiesa todo lo que pasó con Sinba, pero aprovecha para decirle que le deja el camino libre con Chente. |                                          |                           |                      |
| 86 | «El día más feliz de mi vida»            | 7 de marzo de 2022        | 4.8                  |
| Olga, le asegura a Natalia que no tendrá a su hijo con tal de no tener nada con Chente. Pepe Pepe le confiesa a Regina todo lo que Lorenzo quería hacer con ella y más tarde lo comprueba. Constanza esta triste porque se encuentra sola, pero comienza a delirar sobre el supuesto hijo que espera. A pesar de todo lo que Chente y Natalia hicieron por recuperar su relación, él decide seguir con los planes de su boda al lado de Olga. Todo esta listo para que Andrea y Omar se juren amor eterno frente al altar, por lo que sus familiares son testigos de este momento. Olga es raptada y violentada por los amigos de Sinba mientras va rumbo a la iglesia. Vicente descubre los videos y las imágenes de los momentos en dónde su hijo es maltratado por Olga. |                                          |                           |                      |
| 87 | «Juntos por siempre»                     | 8 de marzo de 2022        | 4.7                  |
| Benjamín le confiesa toda la verdad sobre a Olga a su papá y este se disculpa por no haber estado a su lado cuando más lo necesitaba. Gustavo, le pide a Chole que lo perdone por los errores que cometió al dudar de su hijo. Chente regresa a casa de Natalia y le revela que su boda con Olga no se llevó a cabo debido a que lo dejó abandonado en el altar. Natalia se entera de los malos tratos de Olga a Benja y corre a sus brazos para asegurarle que siempre lo protegerá. Mario quiere una vida al lado de Valentina, ella admite que también lo desea pero en la pensión. Vicente le propone a Natalia rehacer su vida, ahora que los dos son libres. Natalia acepta vivir al lado de Chente, pero primero necesita desenmascarar a Adrián. Mario trata de convencer a Valentina que lo mejor para ambos es vivir juntos en su departamento, pero ella se opone porque no piensa alejarse del barrio. Al ver que los planes de ambos son completamente diferentes, Mario decide romper su relación con Vale. |                                          |                           |                      |
| 88 | «Soltar el anzuelo»                      | 9 de marzo de 2022        | 4.6                  |
| Pepe Pepe retoma sus clases en la escuela y desea que Regi regrese a su lado. Adrián enfrenta a Natalia para pedirle qué pasará con su relación, sin embargo, Adrián visita a Verónica para confirmar que sus planes de quitarle el dinero a Natalia sigan en pie. Natalia instala un virus en la computadora de Adrián para que la policía tenga acceso a los documentos de su marido, pero todo se complica al momento que aparece Cantú en la casa. Verónica visita a Chente para intentar averiguar lo que ocurrió con Olga. Natalia logra convencer a Adrián de que solo utilizaba su computadora para conocer recetas. Tere, le explica a Julián que no podrá seguir a su lado porque desea apoyar a su esposo en la rehabilitación por su alcoholismo. Meses después, Natalia y Chente logran que su casa esté lista para habitarla. Después de varios meses de ausencia, Olga reaparece en un Centro Comunitario de Salud y en estado de coma. |                                          |                           |                      |
| 89 | «Perdiste el juicio»                     | 10 de marzo de 2022       | 5.0                  |
| Mario enfrenta a Adrián por todo lo que ha hecho en su contra, incluso cree que mató a su hermana. Constanza descubre que Chole esta esperando una niña y llega hasta su casa para atentar en su contra, Vicente, Juanga y Gustavo llegan a la casa de Chole para rescatarla. Verónica descubre la ubicación de Olga y se lleva una sorpresa al verla despertar. Constanza, evita ir a una cínica psiquiátrica al ingerir una serie de medicamentos, lo que la lleva a perder la vida. |                                          |                           |                      |
| 90 | «No hay nada mejor que la venganza»      | 11 de marzo de 2022       | 5.1                  |
| Elías aplaude la actuación de Constanza, quien se hace pasar por muerta. Olga se comunica con Chente y Andrea esta a punto de dar a luz. Chente llega a la funeraría a darle el pésame a Natalia y Adrián lo enfrenta. Andrea se convierte en mamá. Olga, sorprende a Chente en la escuela de Benja y busca darle una explicación, pero el no quiere saber nada de ella tras saber como atormentaba a su hijo. Natalia descubre que Verónica quiere vengarse de Adrián, por lo está dispuesta a ayudarla. Elías secuestra al hijo de Andrea y Olga, sorprende a Benja en el parque. |                                          |                           |                      |
| 9192 | «Amor de papá»«Llenos de amor»           | 13 de marzo de 2022       | 5.2                  |
| La policía llega por Elías Haddad, pero el toma como rehén a Natalia. Verónica pretende darle una sorpresa a Adrián al provocar un encuentro con Andrea. Chente esta dispuesto a salvar a Natalia de Elías y se ofrece como rehén. Claudio, habiendo reconocido y superado su problema de alcoholismo, comienza a reconciliarse con Teresa. Sin embargo, pronto descubre que ya está muy enfermo por tantos años de alcoholismo y poco después muere por complicaciones de una operación. Olga le coloca un chaleco bomba a Benjamín. Elías logra escapar de Chente e intenta huir del país. Vicente da con la ubicación del hijo de Andrea, pero descubre que Constanza está viva. Andrea se lleva una terrible decepción al encontrar a su padre en la cama de Verónica. Elías intenta huir de la policía y le dispara a Mario, pero Omar se interpone y recibe el balazo. Sin saber que éste llevaba chaleco antibalas, Elías cree que mató a su hijo y decide quitarse la vida. La policía llega hasta el sitio en el que se encuentra Constanza y más tarde, es arrestada por secuestrar a un menor. Olga mantiene raptado a Benja y le asegura que acabará con su vida, así como pasó con su hijo. Natalia y Chente llegan para salvar a Benja, pero se sorprenden al verlo con un chaleco lleno de explosivos. Olga, en frente de Natalia y Chente cuenta toda la verdad y admite que el hijo que esperaba era de Adrián, además, esta dispuesta a liberar a Benja a cambio de un beso de amor de Chente; el chaleco bomba que tiene Benja es desactivado gracias a la escuadrón anti-bombas de la policía. Dos días después, Omar y Andrea logran bautizar a su bebé. Teresa visita a una Constanza que terminó loca y encerrada en un hospital psiquiátrico. Olga ingresa a la cárcel y es torturada, sin imaginarse que terminaría con la lengua mutilada por las otras reclusas. Mientras Chente y Natalia intentan pasar un día tranquilo y después de una propuesta de matrimonio, Adrían aparece para saber que pasó con el dinero de Natalia; este amenaza a la pareja para intentar obtener el dinero de la herencia de Natalia, pero ella le confiesa a Adrián que todo el dinero paso a manos de Verónica. Vicente logra desarmar a Adrián y pelean por todo el barrio, hasta que Adrián encuentra la oportunidad de escapar. Adrián llega a casa de Verónica para pedirle cuentas del dinero de Natalia, pero después de una fuerte pelea, ambos terminan muertos a causa de envenenamiento al beber de la jarra de vino. Finalmente, en compañía de sus seres queridos y de una gran fiesta, Natalia y Chente se juran amor eterno en el altar. |                                          |                           |                      |

## Producción
Durante su etapa de preproducción, la telenovela llevó por título provisional El amor cambia de piel; Nicandro Díaz confirmó a Susana González y a David Zepeda como los protagonistas de la telenovela, el 6 de julio de 2021. El rodaje en foro de la telenovela inició el 11 de agosto de 2021, siendo González y Zepeda los primeros en filmar sus escenas. El 16 de agosto de 2021, se anuncia la participación de la actriz Adriana Fonseca en su regreso a Televisa, siendo Mujeres asesinas la última producción que realizó para dicha televisora en el 2009. La producción dio el claquetazo oficial e inicio grabaciones en locación el 26 de agosto de 2021, confirmando a parte del reparto de la telenovela. Ese mismo día, se confirmó el título Mi fortuna es amarte, como el título oficial de la telenovela, siendo filmada el 55% de sus escenas en locación y el otro 45% en foro. La telenovela esta adaptada por Juan Carlos Alcalá, junto con Alejandra Díaz y José Rubén Núñez como coadaptadores, la dirección escénica está a cargo de Isaías Gómez y Alejandro Gamboa; mientras que del lado técnico, Alejandro Frutos Maza y Ernesto Arreola son los directores de cámaras, David Celis y Alfonso Mendoza se encargan de la dirección fotográfica. La producción y rodaje de la telenovela finalizaron el 12 de febrero de 2022.

## Audiencias
| Temporada | Horario (CT)                                                           | Episodios | Primera emisión        | Primera emisión      | Última emisión      | Última emisión       | Prom. de espectadores (millones) |
| Temporada | Horario (CT)                                                           | Episodios | Fecha                  | Audiencia (millones) | Fecha               | Audiencia (millones) | Prom. de espectadores (millones) |
| --------- | ---------------------------------------------------------------------- | --------- | ---------------------- | -------------------- | ------------------- | -------------------- | -------------------------------- |
| 1         | Lunes a viernes 20:30 - 21:30 h. Domingo 20:30 - 23:00 h. (eps. 91-92) | 92        | 8 de noviembre de 2021 | 3.7                  | 13 de marzo de 2022 | 5.2                  | 4.0                              |

## Premios y nominaciones

### TV Adicto Golden Awards
| Año  | Categoría                                            | Nominados                                            | Resultado |
| ---- | ---------------------------------------------------- | ---------------------------------------------------- | --------- |
| 2021 | Mejor tema musical                                   | «Mi fortuna es amarte» por Yuri y Los Ángeles Azules | Ganadores |
| 2021 | Mejor actor infantil                                 | André Sebastián González                             | Ganador   |
| 2021 | Mejor villana                                        | Chantal Andere                                       | Ganadora  |
| 2021 | Mejor primer actor                                   | Luis Felipe Tovar                                    | Ganador   |
| 2021 | Homenaje especial                                    | Carmen Salinas (†)                                   | Ganadora  |
| 2022 | Mejor final de una telenovela iniciada el año pasado | Nicandro Díaz González                               | Ganador   |

- †: Nominación póstuma